# Liste des accidents ferroviaires en France dans les années 2010
La liste des accidents ferroviaires en France dans les années 2010 est une liste non exhaustive, chronologique.

## 2011
- 12 octobre 2011 - Saint-Médard-sur-Ille (Ille-et-Vilaine) : collision entre un TER (rame B 82604) et un camion sur le passage à niveau de Saint-Médard-sur-Ille sur la ligne entre Rennes et Saint-Malo (Ille-et-Vilaine). trois morts et quarante-huit blessés dont six graves[1],[2],[3]. Il y avait déjà eu un accident en 2007 au même endroit entre un poids-lourd et un train de voyageurs provoquant une quarantaine de blessés.
- 1er décembre 2011 - Bar-le-Duc (Meuse) : un train fauche trois salariés Alstom sur une ligne réservée aux essais de nouveaux trains proche de Bar-le-Duc. Bilan : trois morts[4].
- 4 décembre 2011 - Le Breuil (Rhône) : collision entre un TER et une voiture au lieu-dit Le Breuil. Quatre occupants de la voiture sont tués, le cinquième est grièvement blessé[5],[6].

## 2012
- Nuit du 8 au 9 mars 2012 - Toury (Eure-et-Loir) : le train 3751 reliant Paris à Toulouse percute un cheminot de 22 ans sur une zone de travaux à Toury en Eure-et-Loir. Le jeune homme décédera quelques minutes plus tard. Dans les heures suivant l'accident, plusieurs négligences dans l'organisation du chantier ont été pointées du doigt.[réf. nécessaire]

## 2013
- 12 juillet 2013 - Brétigny-sur-Orge (Essonne) : déraillement du train Corail Intercités Paris-Limoges, no 3657 en gare de Brétigny. Bilan : sept morts et trente blessés[7],[8].

- 12 juillet 2013 - Fromental (Haute-Vienne) : une locomotive déraille, après que la voie ferrée servant à acheminer des déchets nucléaires vers le site Areva de Bessines-sur-Gartempe, a été sabotée. Ce sabotage n'a fait aucune victime et a été revendiqué auprès du journal Le Populaire du Centre, par un / des mystérieux opposants au projet de stockage de déchets nucléaires sur ce site[9]. Se rendant compte qu'il existe de troublants points communs entre le sabotage de Fromental (dans la région de Limoges) et la catastrophe de Brétigny (sur un train Paris - Limoges), tous deux liés à une éclisse démontée ou défectueuse, le journal d'extrême droite Minute[10], puis l'Express[11] ont donné une ampleur nationale à cette affaire. On observera que l'Express n'évoque absolument pas les revendications du groupuscule anti-nucléaire évoquées par Le Populaire du Centre.

## 2014
- 8 février 2014 - Saint-Benoît (Alpes-de-Haute-Provence) : un autorail AMP 800 touristique de la Ligne de Nice à Digne, dite parfois train des Pignes, exploitée depuis le début de l'année par la Régie régionale des transports (Provence-Alpes-Côte d'Azur) déraille ; un bloc de pierre tombé de la montagne a percuté le train au milieu de la rame. On déplore deux morts et neuf blessés.

## 2015
- 21 avril 2015 - Gare de Nangis (Seine-et-Marne) : déraillement d'un intercité reliant Belfort à la gare de l'Est après avoir percuté un convoi exceptionnel bloqué sur le passage à niveau juste en amont de la gare, faisant 3 blessés graves[12].

- 14 novembre 2015 - Eckwersheim (Bas-Rhin) : déraillement d'une rame d'essai de TGV (rame 744) sur la ligne nouvelle Paris – Strasbourg[13], faisant onze morts et quarante deux blessés, dont quatre graves.

## 2016
- 14 janvier 2016 - Beuveille (Meurthe-et-Moselle) : un train de fret déraille à la suite d'une collision avec un poids lourd au niveau du passage à niveau de Beuveille sur la ligne de Mohon à Thionville. Le conducteur du camion a été légèrement blessé dans l'accident, le conducteur du train est sorti indemne[14].
- Le 17 août 2016 - Saint-Aunès (Hérault) : lors d'un violent orage, un TER heurte un arbre qui vient de tomber sur la voie. Le premier bilan évoque « un blessé très grave et douze blessés »[15].
- Le 9 septembre 2016 -  Voglans (Savoie) : collision entre un TER et un poids lourd transportant des voitures au niveau du passage à niveau de Voglans. L’avant du train composé d’une rame de Z9600 termine sa course sur le côté gauche de la voie alors que l’arrière reste sur les voies. Pas de blessés dans le train, le conducteur du poids lourd décède.

## 2017
- Le 14 décembre 2017 - Millas (Pyrénées-Orientales) :  une collision entre un autocar scolaire et un TER à un passage à niveau à Millas, près de Perpignan, tue six adolescents et fait quatorze blessés graves, tous passagers et conducteurs du car (bilan provisoire au lendemain de l'accident). L'autocar est coupé en deux dans la violence du choc mais le train ne déraille pas.

## 2018
- Le 12 juin 2018 - entre la Gare de Courcelle-sur-Yvette sur la commune de Gif-sur-Yvette (Essonne) et la gare  de Saint-Rémy-lès-Chevreuse, sur la ligne sud de la ligne B du RER d'Île-de-France, l'ancienne ligne de Sceaux. Un affaissement de terrain selon la RATP[16], lié au fortes pluies des jours précédents, provoque le déraillement d'un train. Trois voitures sont couchées sur le sol. L'incident fait sept blessés légers[17]. Le trafic est interrompu plus d'un mois entre Gif-sur-Yvette et Saint-Rémy-lès-Chevreuse.

- Le 24 août 2018 - à l'entrée de la gare de Marseille-Saint-Charles un TGV en provenance de Paris-Gare-de-Lyon déraille mais ne se couche pas. Aucun blessé n'est à déplorer parmi les 350 passagers[18].

## 2019
- Le 29 janvier 2019 au passage à niveau de Sainte Neomaye (Deux-Sèvres), une automobiliste laisse volontairement sa voiture au milieu du passage à niveau, un train de la ligne Poitiers-La Rochelle percute la voiture, il y a eu uniquement que des dégâts matériels.
- Le 15 juillet 2019 au passage à niveau de la gare d'Avenay-Val-d'Or, un TER percute une automobile faisant quatre victimes et quatre blessés dans le train[19].
- Le 16 octobre 2019 - collision entre un TER et un convoi exceptionnel à un passage à niveau sur la commune de Saint-Pierre-sur-Vence dans les Ardennes, faisant onze blessés légers. À la suite de cet accident de nombreux cheminots font valoir leur droit de retrait dans toute la France[20].

- Le 17 octobre 2019 - collision entre un TER reliant Saintes à Royan et un camion au passage à niveau no 9 sur la commune de Varzay en Charente-Maritime[21]. Le poids-lourd venu livrer des traverses de chemin de fer effectuait une manœuvre lorsque le train avec cinq passagers à son bord l'a percuté. Malgré la violence de la collision et le déraillement de l'automotrice de type B 82500, seul le conducteur du camion est légèrement blessé[22],[23].